# Batalla de Valea Albă
La batalla de Valea Albă, también conocida como batalla de Războieni, fue un enfrentamiento militar ocurrido el 26 de julio de 1476 entre un ejército otomano, dirigido por el sultán Mehmed II, y otro moldavo, dirigido por el príncipe Esteban III, en el contexto de las guerras moldavo-otomanas. El encuentro, que tuvo lugar en Războieni, lugar también conocido como Valea Albă (Neamț, Rumania), se saldó con una victoria otomana.

## Antecedentes
En 1475, la tentativa del Imperio otomano de sumar Moldavia a sus dominios terminó desastrosamente con una derrota en la batalla de Vaslui. No dispuestos de rendirse, los otomanos reclutaron un ejército más grande que el que usado en la campaña de 1475 y penetraron en Moldavia en junio de 1476. Mientras tanto, grupos de tártaros del Kanato de Crimea (recientemente aliados con los otomanos) fueron enviados para atacar Moldavia; fueron rechazados, pero en el proceso, las fuerzas moldavas terminaron dispersas por todo el país, dejando solo una pequeña fuerza de entre 12 y 20.000 hombres conducidos por el mismo Esteban III para enfrentarse al ataque otomano.

## La batalla
La batalla comenzó cuando los moldavos atrajeron a las fuerzas principales otomanas a un bosque, que fue incendiado por los primeros, causando algunas víctimas al ejército otomano. Según otra descripción de batalla, las fuerzas moldavas rechazaron varios ataques otomanos utilizando armas de fuego. Los atacantes jenízaros se vieron forzados a agacharse para poder llegar a las posiciones de los defensores. Viendo una inminente derrota de sus fuerzas, Mehmed cargó junto a su guardia personal contra los moldavos, logrando reunir a los jenízaros, y cambiando así el curso de la batalla. Los jenízaros penetraron en el interior del bosque y se enfrentaron con los defensores en una lucha cuerpo a cuerpo. El ejército moldavo fue completamente derrotado (el número de víctimas fue muy alto en ambos bandos), y las crónicas dicen que el campo de batalla fue cubierto completamente de los huesos de los muertos, una fuente probable para el topónimo (Valea Albă significa en rumano "Valle Blanco").

## Consecuencias
Esteban III se retiró a la parte de noroeste de Moldavia o aún en el Reino de Polonia y comenzó a formar otro ejército. Los otomanos fueron incapaces de conquistar cualquiera de las fortalezas principales moldavas (Suceava, Neamț, Khotyn) y eran constantemente acosados por pequeños grupos de moldavos. Pronto también se vieron enfrentados al hambre, una situación  que se hizo peor por una epidemia de plagas. Mientras tanto, fuerzas antiotomanas estaban siendo reclutadas en Transilvania bajo el mando de Esteban V Báthory, por el supuesto primo de Esteban III, Vlad Tepes; enfrentados con este ejército y con el contraataque de Esteban III, los otomanos se retiraron de Moldavia en agosto de 1476.